# グルジア語版ウィキペディア
グルジア版ウィキペディア（グルジアごばんウィキペディア、グルジア語: ქართული ვიკიპედია）は、グルジア語で編集されているウィキペディアである。2003年11月に設立され、2015年に10万記事を達成した。

## 統計
2018年5月時点での管理者は3人、登録利用者は10万人以上となっている。

## 記事数
| 記事数  | 日付   |
| ------- | ------ |
| 010,000 | 2006年 |
| 023,000 | 2008年 |
| 030,000 | 2009年 |
| 050,000 | 2011年 |
| 070,000 | 2013年 |
| 080,000 | 2014年 |
| 100,000 | 2015年 |